# Kirkcaldy
Kirkcaldy (skotskou gaelštinou Cair Chaladain) je přístavní město ve Skotsku. Administrativně náleží do správní oblasti Fife a nachází se ve vzdálenosti 19 km severně od Edinburghu a 44 km jihojihozápadně od Dundee. V roce 2011 mělo 49 460 obyvatel, což z něj činilo druhé největší město ve Fife a jedenácté největší ve Skotsku.

## Historie
Město je poprvé písemně vzpomínáno v roce 1075. V 16. století se stalo důležitým obchodním přístavem. Od roku 1876 se začalo rozrůstat a maximálního počtu obyvatel (53 750) dosáhlo v roce 1961, načež začala populace klesat.

## Sport
Ve městě se narodil a zemřel dvojnásobný mistr světa v šipkách Jocky Wilson.